# Zoë Badwi
Zoë Badwi (Melbourne, 3 maggio 1976) è una cantante, modella e attrice australiana.

## Discografia

### Album
| Anno | Dettagli Album                                                                                          | Migliori posizioni AUS |
| ---- | --- | ---------------------- |
| 2011 | Zoë - Pubblicato: 5 agosto 2011 (#5249871962) - Etichetta: Neon Records - Formato: CD, digital download | 35                     |

### Singoli
| Anno                                                  | Titolo           | Migliori posizioni AUS | Certificazioni  | Album |
| ----------------------------------------------------- | ---------------- | ---------------------- | --------------- | ----- |
| 2008                                                  | Release Me       | —                      |                 | Zoë   |
| 2009                                                  | Don't Wan'cha    | —                      |                 | -     |
| 2009                                                  | In the Moment    | —                      |                 | Zoë   |
| 2010                                                  | Freefallin       | 9                      | - AUS: Platinum | Zoë   |
| 2011                                                  | Accidents Happen | 71                     |                 | Zoë   |
| 2011                                                  | Carry Me Home    | —                      |                 | Zoë   |
| "—" denota che la canzone non è entrata in classifica |                  |                        |                 |       |

## Premi e riconoscimenti
| Anno | Tipo              | Award                                 | Risultato       |
| ---- | ----------------- | ------------------------------------- | --------------- |
| 2009 | ARIA Music Awards | Best Dance Release ("Release Me")     | Candidato/a     |
| 2010 | APRA Awards       | Dance Work of the Year ("Release Me") | Candidato/a     |
| 2010 | IT List Awards    | Breakthrough Artist of 2010           | Vincitore/trice |
| 2010 | IT List Awards    | Australian Female Artist              | Candidato/a     |
| 2010 | IT List Awards    | Single of 2010 ("Freefallin'")        | Candidato/a     |
| 2011 | APRA Awards       | Dance Work of the Year ("Freefallin") | Vincitore/trice |